# 水島治郎
水島 治郎（みずしま じろう、1967年9月4日 - ）は、日本の政治学者。専門はオランダ政治史。
東京都八王子市生まれ。東京大学教養学部卒業。ライデン大学留学（1994年 - 1995年）を経て、東京大学大学院法学政治学研究科修了、博士（法学）の学位を取得。日本学術振興会特別研究員、甲南大学法学部助教授を経て、千葉大学法政経学部教授。2017年、『ポピュリズムとは何か 民主主義の敵か、改革の希望か』で第38回石橋湛山賞受賞。

## 著書
- 『戦後オランダの政治構造――ネオ・コーポラティズムと所得政策』（東京大学出版会、2001年）
- 『反転する福祉国家――オランダモデルの光と影』（岩波書店、2012年／岩波現代文庫、2019年）
- 『ポピュリズムとは何か　民主主義の敵か、改革の希望か』（中公新書、2016年）
- 『隠れ家と広場　移民都市アムステルダムのユダヤ人』（みすず書房、2023年）

### 共著・編著
- 『持続可能な福祉社会へ――公共性の視座から（3）労働――公共性と労働 福祉ネクサス』、安孫子誠男共編（勁草書房、2010年）
- 『ポピュリズムの本質――「政治的疎外」を克服できるか』、谷口将紀共編（中央公論新社、2018年)
- 『現代世界の陛下たち　デモクラシーと王室・皇室』、君塚直隆共編（ミネルヴァ書房、2018年)
- 『ポピュリズムという挑戦　岐路に立つ現代デモクラシー』（岩波書店、2020年）
- 『放送大学教材　ヨーロッパ政治史』、中山洋平共著（放送大学教育振興会、2020年）
- 『公正社会のビジョン　学際的アプローチによる理論・思想・現状分析』、米村千代・小林正弥共編（明石書店、2021年）
- 『アフターコロナの公正社会　学際的探究の最前線』、石戸光・張暁芳共編（明石書店、2022年）

### 訳書
- L・ファン・プールヘースト『東京裁判とオランダ』（塚原東吾共訳、みすず書房、1997年）
- リアン・フェルフーフェン『アンネ・フランクはひとりじゃなかった』（佐藤弘幸共訳、みすず書房、2022年）

## 論文

### 雑誌論文
- 「伝統と革新――オランダ型政治体制の形成とキリスト教民主主義」『國家學會雑誌』106巻7・8号（1993年）
- 「オランダにおけるプラニスムの形成と展開」『甲南法学』39巻3・4号（1999年）
- 「『分極化戦略』と『行動政党』――オランダ労働党における政権戦略と組織原理の転換」『甲南法学』41巻3・4号（2001年）
- 「西欧キリスト教民主主義――その栄光と没落」日本比較政治学会編『現代の宗教と政党――比較のなかのイスラーム』（早稲田大学出版部, 2002年）
- 「『現代的キリスト教民主主義政党』の模索――オランダにおけるキリスト教民主主義の変容」『千葉大学法学論集』19巻3号（2004年）
- 「中間団体と公共性――オランダにおける『中間団体政治』の展開」『公共研究』2巻2号（2005年）
- 「オランダにおける新たな雇用・福祉国家モデル」『思想』983号（2006年）

### 単行本所収論文
- 「大陸型福祉国家――オランダにおける福祉国家の発展と変容」宮本太郎編『講座・福祉国家のゆくえ（1）福祉国家再編の政治』（ミネルヴァ書房, 2002年）
- 「オランダ――コンセンサスデモクラシーからの離陸?」小川有美・岩崎正洋編『アクセス地域研究（Ⅱ）先進デモクラシーの再構築』（日本経済評論社, 2004年）
- 「福祉国家と移民――再定義されるシティズンシップ」宮本太郎編『比較福祉政治――制度転換のアクターと戦略』（早稲田大学出版部, 2006年）
- 「脱生産主義的福祉国家の可能性」広井良典編『「環境と福祉」の統合――持続可能な福祉社会の実現に向けて』（有斐閣, 2008年）
- 「オランダ・紫連合政権からバルケネンデ政権へ――政権交代の『出現』と政策革新」高橋進・安井宏樹編『政治空間の変容と政策革新（4）政権交代と民主主義』（東京大学出版会, 2008年）
- 「キリスト教民主主義とは何か――西欧キリスト教民主主義概論」田口晃・土倉莞爾編『キリスト教民主主義と西ヨーロッパ政治』（木鐸社, 2008年）
- 「オランダにおけるキリスト教民主主義――その危機と変容」田口晃・土倉莞爾編『キリスト教民主主義と西ヨーロッパ政治』（木鐸社, 2008年）
- 「オランダの労働運動」新川敏光・篠田徹編『労働と福祉国家の可能性――労働運動再生の国際比較』（ミネルヴァ書房, 2009年）